# Bunten Timur
Bunten Timur is een bestuurslaag in het regentschap Sampang van de provincie Oost-Java, Indonesië. Bunten Timur telt 4442 inwoners (volkstelling 2010).